# Шевченки (Глобинська міська громада)
Шевче́нки —  село в Україні, у Глобинській міській громаді Кременчуцького району Полтавської області. Населення на 1 січня 2011 року становить 130 осіб. До 2020 орган місцевого самоврядування — Кринківська сільська рада. Також до цієї сільради входили с. Великі Кринки, с. Сіренки, с. Степове та с. Весела Долина.

## Географія
Село Шевченки розташоване за 16 км від районного центру м. Глобине, примикає до села Степове та знаходиться за 0,5 км від села Сіренки. Біля села озеро.
Площа населеного пункту — 159,25га.

## Історія
У Національній книзі пам'яті жертв Голодомору 1932—1933 років в Україні вказано, що 108 жителів села з навколишніми хуторами загинули від голоду.
12 червня 2020 року, відповідно до розпорядження Кабінету Міністрів України № 721-р «Про визначення адміністративних центрів та затвердження територій територіальних громад Полтавської області», село увійшло до складу Глобинської міської громади.
19 липня 2020 року, в результаті адміністративно - територіальної реформи та ліквідації Глобинського району, село увійшло до складу новоутвореного Кременчуцького району.

## Населення
Населення станом на 1 січня 2011 року становить 130 осіб, 38 дворів.
- 2001 — 161
- 2011 — 130 жителів, 38 дворів

### Мова
Розподіл населення за рідною мовою за даними перепису 2001 року:
| Мова       | Кількість | Відсоток |
| ---------- | --------- | -------- |
| українська | 147       | 91.3%    |
| російська  | 14        | 8.7%     |
| Усього     | 161       | 100%     |

## Інфраструктура
Село газифіковане.